# Laila Kinnunen
Laila Kinnunen, all'anagrafe Laura Annikki Kinnunen (Helsinki, 8 novembre 1939 – Heinävesi, 26 ottobre 2000), è stata una cantante finlandese.

## Biografia
Interprete poliglotta (cantava in più lingue), è stata una delle più popolari cantanti finlandesi degli anni cinquanta e sessanta ed ha rappresentato il suo paese, per la prima volta presente alla manifestazione, all'Eurovision Song Contest del 1961. Si classificò al decimo posto interpretando il brano Valoa ikkunassa. Incise poi, in lingua italiana, i celebri brani Guaglione, Lazzarella e Romantica. Si esibì anche nel tema conduttore del film Agente 007 - Missione Goldfinger.
Famosa anche per l'interpretazione di diverse cover di brani anglosassoni, fra cui quello di Petula Clark I Follow Him/Chariot (portato al successo nella versione in lingua italiana da Betty Curtis), aveva trascorso l'adolescenza in Svezia, dove era riparata come rifugiata durante la seconda guerra mondiale e fece ritorno nel suo paese natale solo all'età di dieci anni, a conflitto concluso.
Pubblicò il suo primo album discografico nel 1957 ottenendo un notevole successo. Ha poi continuato a pubblicare dischi fino al 1980. Un altro suo grande successo è stata la versione in lingua finlandese dello standard Love Is a Many Splendored Thing.
Anche la sorella di Laila, Ritva Kinnunen, è stata cantante (ha avuto notorietà fra l'altro come interprete del brano Milord, composto nel 1959 da Édith Piaf e Marguerite Monnot).

## Principali successi
- Afrikan tähti
- Aika on rakastaa
- Aito italiano
- Älä kiusaa tee
- Andalusian neidot
- Apassi
- Brigitte Bardot
- Buona notte bambino
- Bää bää karitsa
- Carina
- Cow cow boogie
- Csak egy kis leany
- Danke schön
- Elegantti elefantti
- En helt vanlig dag
- En saa
- En vastaa jos soitat
- Entäs sitten
- Epävireiset sydämet
- Etkö voisi alkaa uudelleen
- Hand jive
- Hilo hattie
- Hippojen jälkeen
- Honeysuckle rose
- Idän ja lännen tiet
- Ihmelapsi
- Illalla illalla
- Ipaneman tyttö
- Iwan iwanowitch (saksaksi)
- Jazzbasilli
- Jos vain hyvä tuuri
- Joulupaketti
- Julianne
- Kaikki muut saavat toisensa
- Kaikkialla
- Kaipaus
- Katariinan kamarissa
- Katkenneet kielet
- Kaupunki kauaksi jää
- Kehtolaulu
- Kellä kulta sillä onni
- Ken lie
- Kerran
- Kerro kultainen kuu
- Keskiyön aurinko
- Kesän muisto
- Kesäyö palmassa
- Kevätauer
- Kevättuulella
- Kodin kynttilät
- Kohtalon lapsi
- Kotikadullasi
- Kun
- Kun erottiin
- Kurkota kuuhun
- Kuume
- Käy ohitsein
- Lannevannelaulu
- Lauantai
- Lauluni
- Lazzarella
- Lemmenaika koittaa
- Lennä mun lempeni laulu
- Lännen kultakaupunki
- Maliziusella
- Mandshurian kummut
- Mandshurian kummut (venäjäksi)
- Marina
- Merimies kotimaasi on meri
- Metsäpirtti
- Miksi yhä silmäs palaa
- Min dröm
- Molla maijan tanssi
- Muistojen bulevardi
- Muistojen päiväkirja
- Neidon oikut
- Nyt anteeksi suo
- Näitkö sen
- Oi josef josef
- Olisin voinut tanssia koko yön
- Oskari
- Pajunköyttä
- Petteri punakuono
- Pieni kukkanen
- Pieni sininen mies
- Pieni sydän
- Pikku ikkuna
- Pikku pikku bikinissä
- Pojat
- Rakkautta kööpenhaminassa
- Rantamökissä
- Retki tähtiin
- Rinnakkain
- Romantica
- Saries maries
- Setä satchmon kehtolaulu
- Siipirikko
- Sing song kiinantyttö
- Soittajapoika
- Sua etsin
- Sylissäs sun
- Szep a rozsam
- Sä kaunehin oot
- Sä muistatko metsätien
- Talven ihmemaa
- Tanssi rakkaani vain
- Tanssilaulu
- Teitä poikia käsitä mä en
- Tiedän
- Tiet
- Tietää tähti jokainen
- Time for a time
- Tipi tii
- Toiset meistä
- Tom pillibi
- Tonttujen jouluyö
- Tonttuparaati
- Tulipunaruusut
- Tuttu vieras varmaankin
- Unissakävelijä
- Uuden samban satu
- Vain päivän tahdon kerrallaan
- Vaivaton tie
- Valoa ikkunassa
- Vesivehmaan jenkka
- Vie häihin minut tismalleen
- Viidakon rummut
- Wrap your troubles in dream
- Yhden nuotin samba
- Yllin kyllin
- Yö jo on cherie
- Yö on kyynelten
- Yöllä yöllä
- Yön äänet

## Discografia
- Laila (LP, Scandia 1965)
- Iskelmiä vuosien varrelta (LP, Scandia 1974)
- Ajaton Laila Kinnunen (LP, Scandia 1974)
- Sävelkansio (LP, Helmi 1980)
- Valoa ikkunassa (2 LP, Helmi 1986)
- 32 ikivihreää (2 LP, Safir 1989)
- 24 ikivihreää (CD, Finnlevy 1989)
- Mandschurian kummut (CD, Basebeat 1989)
- Unohtumattomat (CD, Helmi 1992)
- Parhaat (3 CD, Valitut Palat 1994)
- 20 suosikkia - Lazzarella (CD, F Records 1996)
- 20 suosikkia - Valoa ikkunassa (CD, F Records 1996)
- 20 suosikkia - Mandshurian kummut (CD, F Records 1997)
- 20 suosikkia - Idän ja lännen tiet (CD, F Records 1997)
- Muistojen Laila (CD, F Records 1999)
- Kaikki kauneimmat (CD, F Records 2000)
- Muistojen kyyneleet - 20 ennen julkaisematonta laulua (CD, Mediamusiikki 2001)
- Kadonneet helmet: 20 ennenjulkaisematonta laulua (CD, Mediamusiikki 2002)
- Kadonneet helmet 2: 20 ennenjulkaisematonta laulua (CD, Mediamusiikki 2004)
- 30 suosikkia (CD, Warner Music 2007)